# Pervis Ellison
Pervis Ellison (Savannah, 3 april 1967) is een Amerikaans voormalig basketballer.

## Carrière
Ellison speelde collegebasketbal voor de Louisville Cardinals van 1985 tot 1989. In 1987 nam hij met de Amerikaanse ploeg deel aan de Pan-Amerikaanse Spelen waar ze een zilveren medaille behaalden. In 1989 werd hij als eerste gekozen in de eerste ronde van de NBA draft door de Sacramento Kings. Al in zijn eerste seizoen miste hij door blessure meer dan de helft van alle wedstrijden. In de zomer van 1990 werd hij geruild naar de Washington Bullets in een ruil waarbij ook de Utah Jazz betrokken was. Andere spelers in die ruil waren Bob Hansen, Eric Leckner, Jeff Malone en meerdere draftpicks. 
Na vier seizoenen bij de Bullets waar als hij geen blessures had een starter was werd zijn contract in april 1994 ontbonden. In 1992 werd hij verkozen tot NBA Most Improved Player. Hij tekende daarna bij de Boston Celtics waar hij speelde tot in 2000, ook bij de Celtics werd zijn carrière geplaagd door blessures. Hij beëindigde zijn carrière bij de Seattle SuperSonics na negen wedstrijden voor hen.

## Privéleven
Ellisons zoon Malik Ellison werd ook een profbasketballer.

## Erelijst
- Pan-Amerikaanse Spelen: 1987
- NBA Most Improved Player: 1992
- Nummer 42 teruggetrokken door de Louisville Cardinals[1]
- University of Louisville Athletics Hall of fame: 2003[1]
- Greater Savannah Athletic Hall of Fame: 2016[2]

## Statistieken

### Regulier seizoen
| Seizoen  | Team                | WG                             | WS                             | MPW                            | 2P%                            | 3P%                            | FW%                            | RPW                            | APW                            | SPW                            | BPW                            | PPW                            |
| -------- | ------------------- | ------------------------------ | ------------------------------ | ------------------------------ | ------------------------------ | ------------------------------ | ------------------------------ | ------------------------------ | ------------------------------ | ------------------------------ | ------------------------------ | ------------------------------ |
| 1989/90  | Sacramento Kings    | 34                             | 22                             | 25,5                           | 44,2                           | 0,0                            | 62,8                           | 5,8                            | 1,9                            | 0,5                            | 1,7                            | 8,0                            |
| 1990/91  | Washington Bullets  | 76                             | 30                             | 25,6                           | 51,3                           | 0,0                            | 65,0                           | 7,7                            | 1,3                            | 0,6                            | 2,1                            | 10,4                           |
| 1991/92  | Washington Bullets  | 66                             | 64                             | 38,0                           | 53,9                           | 33,3                           | 78,2                           | 11,2                           | 2,9                            | 0,9                            | 2,7                            | 20,0                           |
| 1992/93  | Washington Bullets  | 49                             | 48                             | 34,7                           | 52,1                           | 0,0                            | 70,2                           | 8,8                            | 2,4                            | 0,9                            | 2,2                            | 17,4                           |
| 1993/94  | Washington Bullets  | 47                             | 24                             | 25,1                           | 46,9                           | 0,0                            | 72,2                           | 5,1                            | 1,5                            | 0,5                            | 1,1                            | 7,3                            |
| 1994/95  | Boston Celtics      | 55                             | 11                             | 19,7                           | 50,7                           | 0,0                            | 71,7                           | 5,6                            | 0,6                            | 0,4                            | 1,0                            | 6,8                            |
| 1995/96  | Boston Celtics      | 69                             | 29                             | 20,7                           | 49,2                           | —                              | 64,1                           | 6,5                            | 0,9                            | 0,6                            | 1,4                            | 5,3                            |
| 1996/97  | Boston Celtics      | 6                              | 4                              | 20,8                           | 37,5                           | —                              | 60,0                           | 4,3                            | 0,7                            | 0,8                            | 1,5                            | 2,5                            |
| 1997/98  | Boston Celtics      | 33                             | 8                              | 13,5                           | 57,1                           | —                              | 58,8                           | 3,3                            | 0,9                            | 0,6                            | 0,9                            | 3,0                            |
| 1998/99  | Boston Celtics      | Speelde niet door een blessure | Speelde niet door een blessure | Speelde niet door een blessure | Speelde niet door een blessure | Speelde niet door een blessure | Speelde niet door een blessure | Speelde niet door een blessure | Speelde niet door een blessure | Speelde niet door een blessure | Speelde niet door een blessure | Speelde niet door een blessure |
| 1999/00  | Boston Celtics      | 30                             | 5                              | 9,0                            | 44,2                           | —                              | 71,4                           | 2,2                            | 0,4                            | 0,3                            | 0,3                            | 1,8                            |
| 2000/01  | Seattle SuperSonics | 9                              | 0                              | 4,4                            | 28,6                           | —                              | 100,0                          | 1,3                            | 0,3                            | 0,0                            | 0,2                            | 0,7                            |
| Carrière | Carrière            | 474                            | 245                            | 24,5                           | 52,0                           | 5,0                            | 68,9                           | 6,7                            | 1,5                            | 0,6                            | 1,6                            | 9,5                            |

### Play-offs
| Seizoen  | Team           | WG | WS | MPW  | 2P%  | 3P% | FW%   | RPW | APW | SPW | BPW | PPW |
| -------- | -------------- | -- | -- | ---- | ---- | --- | ----- | --- | --- | --- | --- | --- |
| 1994/95  | Boston Celtics | 4  | 0  | 17,0 | 57,9 | —   | 100,0 | 4,3 | 0,5 | 0,5 | 1,3 | 6,0 |
| Carrière | Carrière       | 4  | 0  | 17,0 | 57,9 | —   | 100,0 | 4,3 | 0,5 | 0,5 | 1,3 | 6,0 |